# Go Away Stowaway
Go Away Stowaway est un dessin animé de la série Merrie Melodies réalisé par Alex Lovy et sorti en 1967. il met en scène Speedy Gonzales contre Daffy Duck.